# وارن دايتون
وارن دايتون (بالإنجليزية: Warren Dayton)‏ هو مصمم جرافيك ورسام أمريكي، ولد في 1940.